# Zignago
Zignago est une commune de la province de La Spezia, dans la région Ligurie, en Italie.

## Administration
| Période                                  | Période  | Identité         | Étiquette    | Qualité |
| ---------------------------------------- | -------- | ---------------- | ------------ | ------- |
| 14 juin 2004                             | En cours | Roberto Valletti | Lista Civica |         |
| Les données manquantes sont à compléter. |          |                  |              |         |

### Hameaux
Pieve (siège de la mairie), Debbio, Imara, Sasseta, Serò, Torpiana, Valgiuncata, Vezzola.

### Communes limitrophes
Brugnato, Rocchetta di Vara, Sesta Godano, Zeri.

### Évolution démographique
Habitants recensés